# Realitatea-Cațavencu
Realitatea Media este un grup media format în mai 2006, prin cumpărarea de către trustul media Realitatea Media, deținut de omul de afaceri Sorin Ovidiu Vântu, a trustului de presă Academia Cațavencu.
Grupul deține posturile TV, Realitatea TV, The Money Channel și Romantica, precum și posturile de radio Realitatea FM, Radio Guerrila, iar din 6 septembrie 2008, odată cu devenirea lui Sorin Ovidiu Vântu (proprietarul Realitatea Media), acționar majoritar al postului Radio Total, trustul mai este asociat și cu postul Gold FM, noua denumire a postului Total, ce și-a încheiat emisia, după 15 ani de emisie neîntreruptă.
Trustul mai deține și cotidianul de afaceri Business Standard și revista economică săptamânală Money Express.
În anul 2010, grupul Realitatea-Cațavencu s-a extins la Chișinău, prin lansarea postului de televiziune Publika TV, și în Franța, prin intermediul rețelei de digital singage Monopoly Media.

## Portofoliul Realitatea-Cațavencu
Portofoliul grupului cuprinde următoarele companii media:
- Televiziuni: Realitatea TV, The Money Channel, Romantica, CineStar, Telesport
- Radio: Radio Guerrilla, Realitatea FM, Gold FM
- Print: Academia Cațavencu, Cotidianul, Idei în Dialog, Business Standard, Money Express, Tabu, Superbebe, 24FUN, Aventuri la pescuit, Bucătăria pentru toți
- Agenție de știri: NewsIn
- Management: F5 Webcorp, prima companie românească de evaluare, consultanță și investiții new media[5].
- Publicitate: Monopoly Media

## Istoric
Compania Realitatea a fost înființată în anul 2001 de omul de afaceri Silviu Prigoană.
În noiembrie 2003, Prigoană a vândut compania, cu doar 10 milioane lei vechi către compania offshore Bluelink Comunicazione Ltd și un afacerist român, Radu Mihai Mărgineanu, care și-a cedat apoi partea către Global Video Media, firmă a gigantului Petromservice, cu peste 5,5 milioane de dolari.
La data de 1 mai 2006, Realitatea Media a lansat postul de televiziune de afaceri The Money Channel.
La data de 30 mai 2006 grupul Realitatea Media a preluat trustul de presă Academia Cațavencu, formând grupul Realitatea-Cațavencu.
În iunie 2006, grupul a preluat compania de publicitate indoor Monopoly Media.
În iulie 2006, grupul Realitatea-Cațavencu a lansat agenția de știri NewsIn.
Între 2007 - 2008, grupul Realitatea-Cațavencu a deținut revista Psihologia Azi.
În ianuarie 2007, grupul a preluat revista economică Bilanț, revista de shopping J'Adore, Psihologia Azi, și publicația online dedicată industriei media IQads.
În aprilie 2007, a fost lansată revista financiară Money Express,
iar în mai 2007 a fost lansat cotidianul de afaceri Business Standard, care și-a încetat apariția tipărită la 1 ianuarie 2010.
La data de 1 noiembrie 2007 a fost lansat postul de radio Realitatea FM, cu emisie în București, Sibiu, Cluj-Napoca, Sulina și Focșani.
A fost relansat la data de 20 octombrie 2008, devenind primul radio de tip news & talk din România și având sloganul „Știe ce spune”.
Începând cu martie 2008, grupul Realitatea-Cațavencu a lansat stațiile locale Realitatea TV în orașele Cluj (martie 2008), Brașov (mai 2008), Sibiu și Târgu-Mureș (septembrie 2008), Timișoara (octombrie 2008), Focșani și Alba-Iulia (noiembrie 2008), Bistrița (februarie 2009) și Bacău (mai 2009).
În martie 2008, grupul a cumpărat televiziunea Telesport.
La data de 19 decembrie 2008, grupul Realitatea-Cațavencu a lansat posturile de televiziune CineStar, ComedyStar și ActionStar.
În noiembrie 2008, grupul a lansat F5 X-Media, regie de vânzări online și de servicii cross-media neconvenționale.
În anul 2009, grupul a lansat portalul de divertisment Heyo.ro, portalul de marketing Smark.ro și platforma dedicată întreprinderilor mici și mijlocii Antreprenor.net.
În ianuarie 2010, Realitatea-Cațavencu a vândut revistele 24-FUN, Tabu, Superbebe, Bucătăria pentru toți și Aventuri la Pescuit.

## Rezultate financiare
În anul 2006, grupul a avut o cifră de afaceri de 23 milioane de euro și pierderi de 5,1 milioane de euro.
În anul 2008, societatea a avut pierderi de circa 76,3 milioane de lei, la o cifră de afaceri de 100,3 milioane de lei.
În anul 2009, compania a înregistrat un minus de aproape 40 de milioane de euro, la o cifră de afaceri de 30 de milioane de euro.